# T & A
T & A  (Test y  Albert) fue un tag team de lucha libre profesional  en la  World Wrestling Federation. T & A tenía a Trish Stratus como su jefe de equipo con su nombre siendo un juego de palabras con las iniciales de los dos luchadores y la expresión jerga "T & A" (refiriéndose a Tits & Ass), generando numerosos chistes groseros en los signos de los fanáticos y del comentarista Jerry Lawler en referencia a la exuberante Trish Stratus.

## Historia
Test y Albert se conocieron en el centro de entrenamiento de Dory Funk, Jr., El Conservatorio Funkin ', donde fueron entrenados. Después de esto, ambos hombres tomaron carreras individuales en el negocio y los llevaron a la WWF, donde fueron reempaquetados como tag team durante 2000. En el episodio del 19 de marzo de 2000 de  Sunday Night Heat 'Stratus hizo su debut con el truco de los luchadores de exploración para formar un equipo. Poco después de esta Test y Albert (que ambos lucharon en ese programa) se convirtieron en sus pupilos. Su primera lucha como equipo fue en el episodio del 30 de marzo de   SmackDown! , Cuando perdieron contra Hardy Boyz. Compitieron contra equipos establecidos en la división de tag team de WWF, incluidos  Road Dogg y  X-Pac,  The Godfather y D'Lo Brown, y The Holly Cousins, antes de comenzar una pelea con el Dudley Boyz. En una lucha contra el Dudley Boyz en el  Backlash 2000 pay-per-view Stratus fue el destinatario de una powerbomb a través de una mesa de  Bubba Ray Dudley, aunque T & A ganó la lucha.
Continuaron compitiendo contra equipos como los Hardy Boyz y los Dudley Boyz durante los siguientes meses, y el 25 de junio compitieron por el WWF Tag Team Championship en un four-way elimination match en  King of the Ring, pero se eliminó el primer equipo después de que Matt Hardy cubrió Test. Test, Albert y Stratus comenzaron una pelea con los Hardy Boyz, Matt y Jeffrey Jeff Hardy, y su mánager  Lita, que condujo a un combate de six-person tag team match intergender en Fully Loaded, que T & A perdido cuando Lita cubrió a Stratus.
Durante una pelea con la Acolytes Protection Agency (APA), los dos hombres parodiaron al equipo bajo el nombre de T & APA (Protection Agency Test & Albert). Como parte de esta pelea , se suponía que los tres miembros de T & A se enfrentarían a  Bradshaw y  Farooq de la APA y Lita en un combate por six person tag team el 22 de octubre, en el  No Mercy pay-per-view, pero T & A atacó la APA en el backstage, por lo que la lucha nunca comenzó. Luego atacaron a Lita en el ringside hasta que Hardy Boyz la salvó.
Una pelea con The Holly Cousins (Hardcore,  Crash y  Molly) siguió, y en  Survivor Series, The Holly Cousins, con Steve Blackman reemplazando a Hardcore, derrotaron a T & A en un combate de six person match cuando Molly inmovilizó a Stratus.
En diciembre de 2000, Albert activó Test, lo que causó lesiones en el interior de  storyline, lo que provocó un sangrado en la boca de Test. Trish siguió administrando a Albert por un tiempo, pero finalmente comenzó una historia que involucraba a Vince McMahon y finalmente estalló como luchadora por su cuenta. Albert se unió a  X-Pac y Justin Credible en su propio stable,  X-Factor. Test pasó a pelear con Eddie Guerrero sobre el  European title antes de unirse finalmente a The Alliance.
Test murió el viernes 13 de marzo de 2009 en su departamento de Florida. Albert fue lanzado en 2004, pero regresó en 2012 como Lord Tensai o solo Tensai, y se convertiría en el entrenador en jefe de la rama de desarrollo de WWE  NXT.